# Бакари
Бубакар Нджие Камби (на испански: Bubacar Njie Kambi), известен само като Бакари, е гамбийски футболист, нападател, който играе за испанския клуб Мартиненк.

## Кариера
Роден е в Матаро, Каталуния, Испания в семейство на имигранти от Гамбия. Юноша е на Еспаньол, отначало играе като централен защитник, а прякорът му е Буба. На 20 март 2011 г. дебютира за Валядолид като резерва на мястото на Алваро Антон. През юли 2011 г. е привлечен в родния си клуб Еспаньол. Играе предимно за резервния тим. Записва минути за първия тим при загубата с 1:2 от Валенсия. Преминава в Хоспиталет, а от лятото на 2013 г. е играч на Черно море (Варна).
На 30 май 2015 г. той отбелязва изравнителен гол в последната минута във финала за Купата на България срещу Левски (София), за да има продължения; неговият отбор печели с 2:1. На 29 май 2017 г. след четири кампании в Първа професионална футболна лига и средно по пет гола, договорът му е прекратен по взаимно съгласие.
Бакари се завръща в Испания и нейното трето ниво през януарския трансферен прозорец на 2018 г., като се съгласява на сделка със Сан Фернандо. Той продължава да играе в по-ниските дивизии през следващите години, с Линенсе и Виласар Мар.

## Успехи
Черно море
- Купа на България (1): 2014/15
- Суперкупа на България (1): 2015

## Статистика по сезони[12]
| Сезон   | Отбор           | Първенство       | Мачове | Голове |
| ------- | --------------- | ---------------- | ------ | ------ |
| 2010/11 | Валядолид       | Сегунда дивисион | 9      | 1      |
| 2011/12 | Еспаньол        | Примера дивисион | 1      | 0      |
| 2012/13 | Хоспиталет      | Сегунда Б        | 38     | 13     |
| 2013/14 | Черно море (Вн) | А група          | 35     | 11     |
| 2014/15 | Черно море (Вн) | А група          | 12     | 1      |
| 2015/16 | Черно море (Вн) | А група          | 11     | 3      |
| 2016/17 | Черно море (Вн) | А група          | 18     | 4      |